# Jules Boutros
Isaac Jules Peter Georges Boutros (ur. 28 grudnia 1982 w Bejrucie) – libański duchowny katolicki obrządku syryjskiego, biskup kurialny Patriarchatu Antiochii od 2022.

## Życiorys
Święcenia kapłańskie przyjął 9 czerwca 2007. Pracował głównie jako duszpasterz akademicki. W 2019 mianowany rektorem patriarchalnego seminarium w Bejrucie.
Synod kościoła syryjskiego wybrał go na biskupa kurialnego Patriarchatu Antiochii. 12 maja 2022 papież Franciszek zatwierdził ten wybór nadając mu stolicę tytularną Amida. Sakry udzielił mu 18 czerwca 2022 syryjskokatolicki patriarcha Antiochii Ignacy Józef III Younan.